# P2RX6
P2RX6 (англ. Purinergic receptor P2X 6) – білок, який кодується однойменним геном, розташованим у людей на короткому плечі 22-ї хромосоми. Довжина поліпептидного ланцюга білка становить 441 амінокислот, а молекулярна маса — 48 829.
| 10         |  | 20         |  | 30         |  | 40         |  | 50         |
| ---------- |  | ---------- |  | ---------- |  | ---------- |  | ---------- |
| MCPQLAGAGS |  | MGSPGATTGW |  | GLLDYKTEKY |  | VMTRNWRVGA |  | LQRLLQFGIV |
| VYVVGWALLA |  | KKGYQERDLE |  | PQFSIITKLK |  | GVSVTQIKEL |  | GNRLWDVADF |
| VKPPQGENVF |  | FLVTNFLVTP |  | AQVQGRCPEH |  | PSVPLANCWV |  | DEDCPEGEGG |
| THSHGVKTGQ |  | CVVFNGTHRT |  | CEIWSWCPVE |  | SGVVPSRPLL |  | AQAQNFTLFI |
| KNTVTFSKFN |  | FSKSNALETW |  | DPTYFKHCRY |  | EPQFSPYCPV |  | FRIGDLVAKA |
| GGTFEDLALL |  | GGSVGIRVHW |  | DCDLDTGDSG |  | CWPHYSFQLQ |  | EKSYNFRTAT |
| HWWEQPGVEA |  | RTLLKLYGIR |  | FDILVTGQAG |  | KFGLIPTAVT |  | LGTGAAWLGV |
| VTFFCDLLLL |  | YVDREAHFYW |  | RTKYEEAKAP |  | KATANSVWRE |  | LALASQARLA |
| ECLRRSSAPA |  | PTATAAGSQT |  | QTPGWPCPSS |  | DTHLPTHSGS |  | L          |

A: Аланін

C: Цистеїн

D: Аспарагінова кислота

E: Глутамінова кислота

F: Фенілаланін

G: Гліцин

H: Гістидин

I: Ізолейцин

K: Лізин

L: Лейцин

M: Метіонін

N: Аспарагін

P: Пролін

Q: Глутамін

R: Аргінін

S: Серин

T: Треонін

V: Валін

W: Триптофан

Кодований геном білок за функціями належить до рецепторів, іонних каналів, фосфопротеїнів. 
Задіяний у таких біологічних процесах, як транспорт іонів, транспорт, альтернативний сплайсинг. 
Локалізований у мембрані.